# Tomás Mejía
Tomás Mejía (výslovnost mechíja) (17. září 1820 Pinal de Amoles, Sierra Gorda, Querétaro – 19. června 1867 Santiago de Querétaro) byl mexický generál. Roku 1841 se dal k armádě, kde byl povýšen do hodnosti podporučíka. Zúčastnil se bitvy u Bueno Vista proti invazi armády Spojených států do Mexika během mexicko-americké války.

## Občanská válka
28. března 1859 byl Tomás Mejía jmenován velícím generálem regionu Sierra Gorda. 25. července téhož roku pak velícím generálem v Querétaru a 18. dubna 1859 v Guanajuatu a Querétaru. Za jeho počiny v boji v Tacubayi, kde porazil generála Márqueze, byl povýšen na divizního generála.

## Císařství

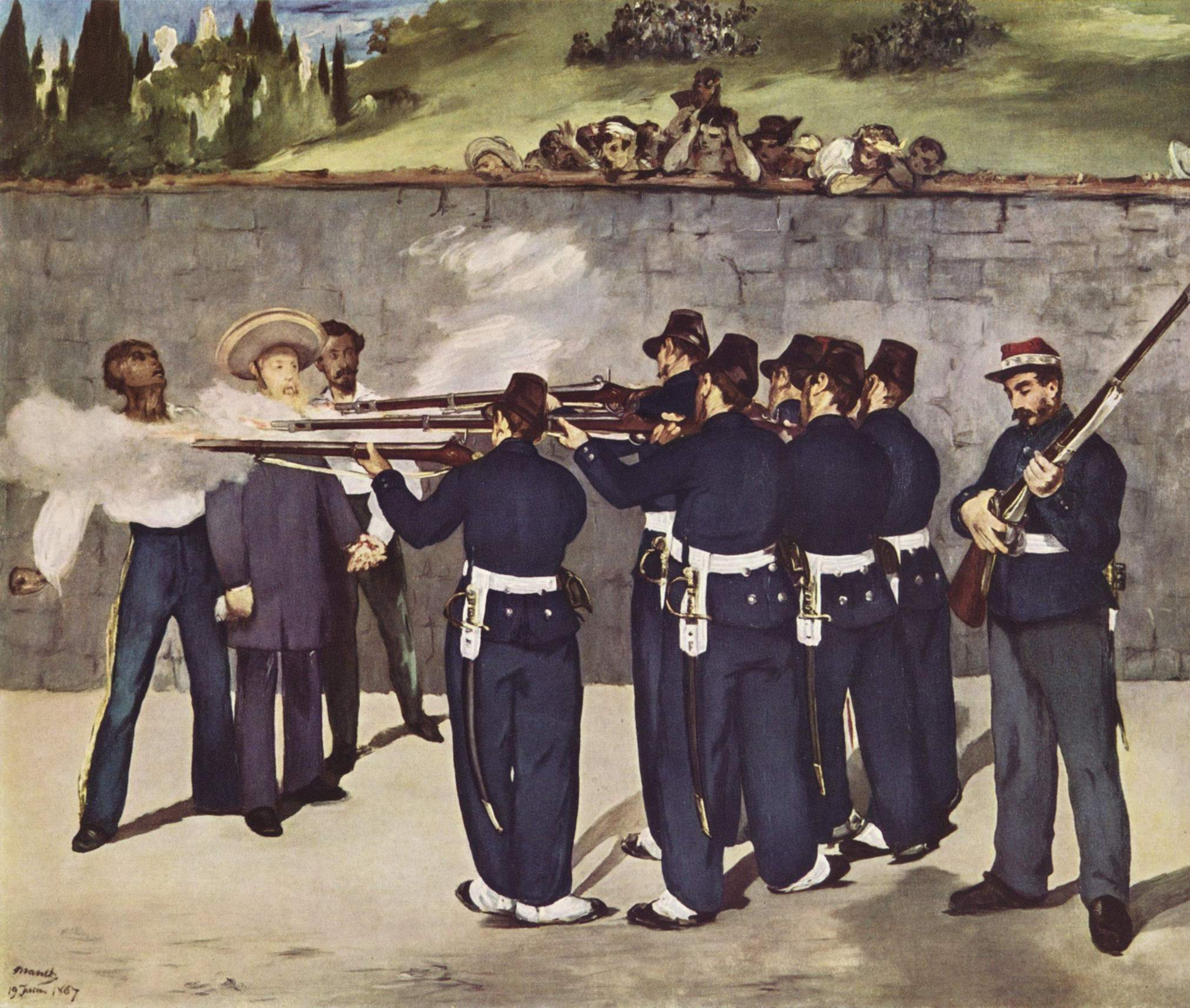
Edouard Manet: Poprava císaře Maxmiliána, vedle něho generál Miramón (po císařově levé ruce) a Mejía

I po uchopení moci v Mexiku francouzskými expedičními sbory a vyhlášení císařství zůstal Mejía zastáncem konzervatismu a přidal se na stranu císaře Maxmiliána Rakouského. V barvách císařského vojska vybojoval mnoho bitev v severních částech Mexika. 28. září 1866 byl pověřen postavením divize o 10 000 mužích určené ke znovudobytí měst Saltilla, Monterrey a Matamoru, které obsadily oddíly republikánů. Mejía se v době Maxmiliánova příjezdu nacházel v Querétaru a účastnil se všech obranných operací, přičemž projevoval statečnost a odvahu.
Po dobytí kláštera de la Cruz, ve kterém se před republikánskými vojsky opevnil samotný císař Maxmilián, byl velitel císařského jezdectva Mejía zajat republikánským generálem Escobenou, stejně jako Maxmilián a vrchní císařský maršál Miramón. Všichni tři byli následně odsouzeni válečným soudem k trestu smrti a 19. června 1867 v kasárnách Cerro de las Campanas zastřeleni.